# 高城ゆい
高城 ゆい（たかしろ ゆい、1989年8月20日 - ）は、日本のAV女優。

## 略歴・人物
2009年にデビューした企画単体AV女優である。
趣味/特技：ショッピング･スポーツ/テニス(6年)
話し方は東北訛りがあり、宮城県出身。

## 出演作品

### アダルトビデオ
2009年
- Can College 49（9月10日、プレステージ）
- ザ・カメラテスト 70 ナメられて一回イクと欲しくなっちゃうの～ じゃぁ挿入テストする? いいの? でも内緒だよ（9月30日、アテナ映像）
- 調教×美少女 M ゆい（10月9日、Up'S）
- 津軽、美人。 聞き慣れないコトバで…（10月15日、ワープエンタテインメント）
- 羞恥!県大会優勝の現役テニス少女がデビューから衝撃の露出FUCK!（11月5日、サディスティックヴィレッジ）
- 女に恥をかかせない!男を求めている昼下がりの専業主婦がしかける（視線/パンチラ/密着）の欲情サインを見逃すな! VOL.3（11月5日、DANDY）出演:高島恭子、青山さつき、伊沢美春、石原ここ
- 頸筋圧迫.neck vol.6（11月6日、SUPER SONIC SATELLITES）
- 麗しのキャンペーンガールAGAIN（11月7日、HMJM）出演:横山みれい
- 手袋オナニー物語 第2集（11月13日、SUPER SONIC SATELLITES）
- 爆乳ゆいちゃん（11月15日、ケー・トライブ）
- 爆乳無料案内所 年齢詐称少女ゆいタンの援交一週間（11月20日、CHERRIES）
- 巨大すぎる君 其の四（12月1日、SUPER SONIC SATELLITES）
- M格闘 関節技ドミネーション Vol.3（12月11日、SUPER SONIC SATELLITES）
- SOD女子社員×大ヒット超人気企画 2009年AVヒットパレード 公開(恥)年末大納会（12月19日、SODクリエイト）出演:辻さやか(辻志穂)、御剣メイ(三上芽衣子)、和葉みれい(真田ゆり)、香坂めぐ(香野恵)、桜あい(松浦利香)、朝倉夢(比留間由美)、星野ひな(星崎美奈)、安西のあ(安藤紀子)、朝比奈るい(旭瑠花)、倖田李梨(佐川未樹)  ※「高木愛」名義
- 放課後の女子校生 4（12月26日、クリスタル映像）他出演:中野愛里、森谷みう、真中小羽、杏あづさ

2010年
- アンスコライフ 4（1月1日、RISING）
- 羞恥！介護実習で全裸にされる女子学生!!（1月7日、サディスティックヴィレッジ）他出演:朝比奈るい(瑠香)、日向まひる(まひる)、星崎アンリ(杏璃)
- 悪徳エロ産婦人科医の猥褻な指先に為す術なく びくんびくん痙攣しながら潮を吹き上げ 何度もイキまくる女子高生たち 2（1月13日、カルマ）
- 究極のレズキス（1月21日、稀有）共演:小澤マリア
- ギャルレズレイプ!!ムカつくギャルにペニバン陵辱FUCK制裁!!!（2月4日、GARCON）共演:彩花ゆめ、青山ひかる、中野みづほ、椿まひる
- スケベな親子がエッチなゲーム一転知らずに近親相姦 父親なら娘の裸当ててみて!美人姉妹スペシャル ～見て、触って、ハメて、父親はカラダのパーツだけで自分の娘がわかるかな!?（2月4日、ROCKET）
- 素人ハレン恥野球拳 勝てば賞金 負ければ罰ゲーム!! 6（2月5日、ヒビノ）
- いもうとLOVE 3（2月15日、ケー・トライブ）
- Gカップボイン素人ナマ中出しin秋田 きよこ（2月19日、胸キュン喫茶）
- 美脚ミニスカ 10（2月20日、クリスタル映像）
- 上京してきた巨乳ギャル ゆい（2月25日、隼エージェンシー）
- 素人ギャルズ［LEVEL A］Ver.W（2月26日、EROTICA）出演:橘ゆめみ、秋元美由、晴海カンナ、あづみ、星島ちさ、稲見亜矢、桐生さくら
- 巨乳ギャルが訪れる混浴秘湯!湯船から勃起したチ○ポを突き出して見せたら、ギャルは欲情してくれるか!?（3月4日、GARCON）共演:夏川亜咲、梨杏、園田ユリア
- 人妻発情期 ［姦］（3月15日、フリービジョン）
- JK・女子校生の放課後 女子校生の陰毛いじり ～絶景の恥丘アンダーヘアーとおマンコの表情!!～（4月2日、映天）
- 女子校生の陰毛いじり 〜絶景の恥丘アンダーヘアーとおマンコの表情!!〜 （4月2日、映天）オムニバス作品 他出演:真中ちひろ、瀬名つむぎ、相沢えみり、長坂美空、長谷川聖那、真咲りこ、水嶋アイ、桜あい、長谷川杏実
- 巨乳ギャルレズレスリング!! vol.03（4月6日、GARCON）共演:吉田花、安西ルナ、モカ、森永ひよこ、梨杏
- ソルトシャワー 熟若女のおしっこみせて! Vol.6（4月19日、ゲロニア／妄想族）
- 裸の大陸 6（4月22日、ナチュラルハイ）
- フェラコレ2010春SP 35人のフェラジェンヌ (4月25日、隼エージェンシー）出演:早乙女ルイ、今井さやか、折原まみ、風見渚、椿まひる、あんな、さくら美羽、とまとさらだ、加藤聖良、可愛りん、吉田あいり、宮川みくる、原まゆら、胡桃奈緒、三浦加奈、七瀬歩、秋月玲奈、松金めぐみ、森永ひよこ、森乃しずく、真鍋紗愛、神崎ルナ、水無月レイラ、瀬名えみり、浅見友紀、浅野柚奈、中野愛里、田村りか、美咲りん、宝生優果、葉月しおり、葉月紗絢、梨杏、YUKI
- 恥じらいのあしのうら（5月6日、フリーダム）
- 女のカラダは引っ叩きたい桃尻で選ぶ。（5月13日、E-BODY）
- エロ都市伝説衝撃の真相! ～本当にあったエロ話～（5月25日、ビッグモーカル）
- 激痛！おんなのこの噛みつき責め（6月5日、フリーダム）
- 美少女たちのぴったりレギンス（6月5日、フリーダム）
- 真正美乳　高城ゆい（6月19日、ABC／妄想族）
- 脚コキ48手（7月5日、ジャパン有限会社）
- 縛馬 其の参（7月7日、MAD）
- オヤジな僕でも出来た!!黒ギャル先生に習う30歳以上童貞オヤジのギャルナンパ入門!（7月8日、GARCON）共演:泉麻那、桐生さくら
- 破局推進委員会　偽合コンに招いて彼氏を試す彼女（7月10日、ホットエンターテイメント）共演:長澤まお
- 絶叫アクメ真正中出し輪姦パーティー　高城ゆい（7月31日、モブスターズ）
- こだわりの手こき4時間SP 16 （8月25日、隼エージェンシー）出演:風谷音緒、可愛りん、松本ほなみ、千夏ともか、藤崎クロエ、真鍋紗愛、REMI、しずく、愛音まひろ、愛内まほ、愛乃みやび、愛澤ルナ、葵乃愛、観月樹音、橘なお、月嶋美唯、黒崎もえ、桜りお、山口あずさ、七瀬ゆい、春山香織、上村香澄、神谷涙、星崎アンリ、早乙女ルイ、大沢美加、沢村麻耶、竹内結、中野愛里、朝香涼、長谷川聖那、椿まひる、藤倉みやび、白井ゆきな、北川さりな、葉月しおり、鈴香音色、鈴木ミント、和葉みれい
- フェラコレ特別編 3 4時間まるごとWフェラ（8月25日、隼エージェンシー）オムニバス作品 共演:橘まいら 他出演:愛澤ほなみ、水玉レモン、希内あんな、片瀬くるみ、香坂めぐ、直嶋あい、七海あい、松金めぐみ、雪見紗弥、松すみれ、大沢美加、藤倉みやび、白井ゆきな、七瀬ゆい、美嶋茜、和葉みれい、平山薫、早乙女ルイ、平塚ゆい、西川紗希、北条麻妃、羽月希、鈴香音色、山口あずさ、鈴木ミント、平山みな、YUKI、森乃しずく、森永ひよこ、折原まみ、大槻ひびき、朝香涼
- ザ・カメラテスト ナメられて一回イクと欲しくなっちゃうの〜 じゃぁ挿入テストする?（9月24日、アテナ映像）共演:	一蝶夕加、水川レミ、甲斐文香、観月セイラ
- 勢いのあるネイル手コキ（11月20日、レイディックス）共演:宮下つばさ、CHIE、柚葉りの、遥美結、おぐりみく、優木あおい、若月ゆうな、南つかさ
- 巨乳・爆乳 四つん這い 乳舐め吸い（12月17日、映天）共演:野々宮さえ、山咲奈々美、愛実、京本由衣、鈴香音色、持田百恵、真中ちひろ、佐伯ももこ、かえでみく、黒沢せりな、山田まりこ、真中ちひろ、仁科百華、瀬戸みずほ、里中あきな、櫻井夕樹

2011年
- こだわりの手コキ 4時間SP 35人のハンドメイド 18（2月25日、ハヤブサ）共演:希咲エマ、かなた美緒、柴崎みく、加藤なつみ、小峰ひなた、大堀香奈、大島みなみ、松尾智香、倉谷果歩、茜笑美 河純ひなみ、佐々木四季、橘ひなた、水澤りの、愛海、青木琴音、瀬戸みずほ、伊波弥生、笹木みなみ
- いいなりな素人巨乳ギャルたち（3月25日、ハヤブサ）共演:真鍋紗愛、観月樹音、しずく、白井ゆきな
- 巨乳・爆乳 デカパイ娘の乳揺れむしゃぶりフェラ（4月1日、映天）共演:JULIA、仁科百華、森永ひよこ、桜あい、立花結衣、漣ゆめ、真中ちひろ、長谷川杏実、小泉あずさ、櫻井夕樹、横山みれい、山田まりこ、倉谷果歩、花蓮
- フェラコレ2011春SP（4月25日、ハヤブサ）共演:かなた美緒、茜笑美、早乙女ルイ、小峰ひなた、加藤なつみ、春咲あずみ、中山エリス、可愛りん、瀬奈涼、桜りお、羽月希、弘前亮子、大堀香奈、今井かのん、小西レナ、松尾智香、伊波弥生、篠田ゆう、蒼木マナ